# Frau alimentari

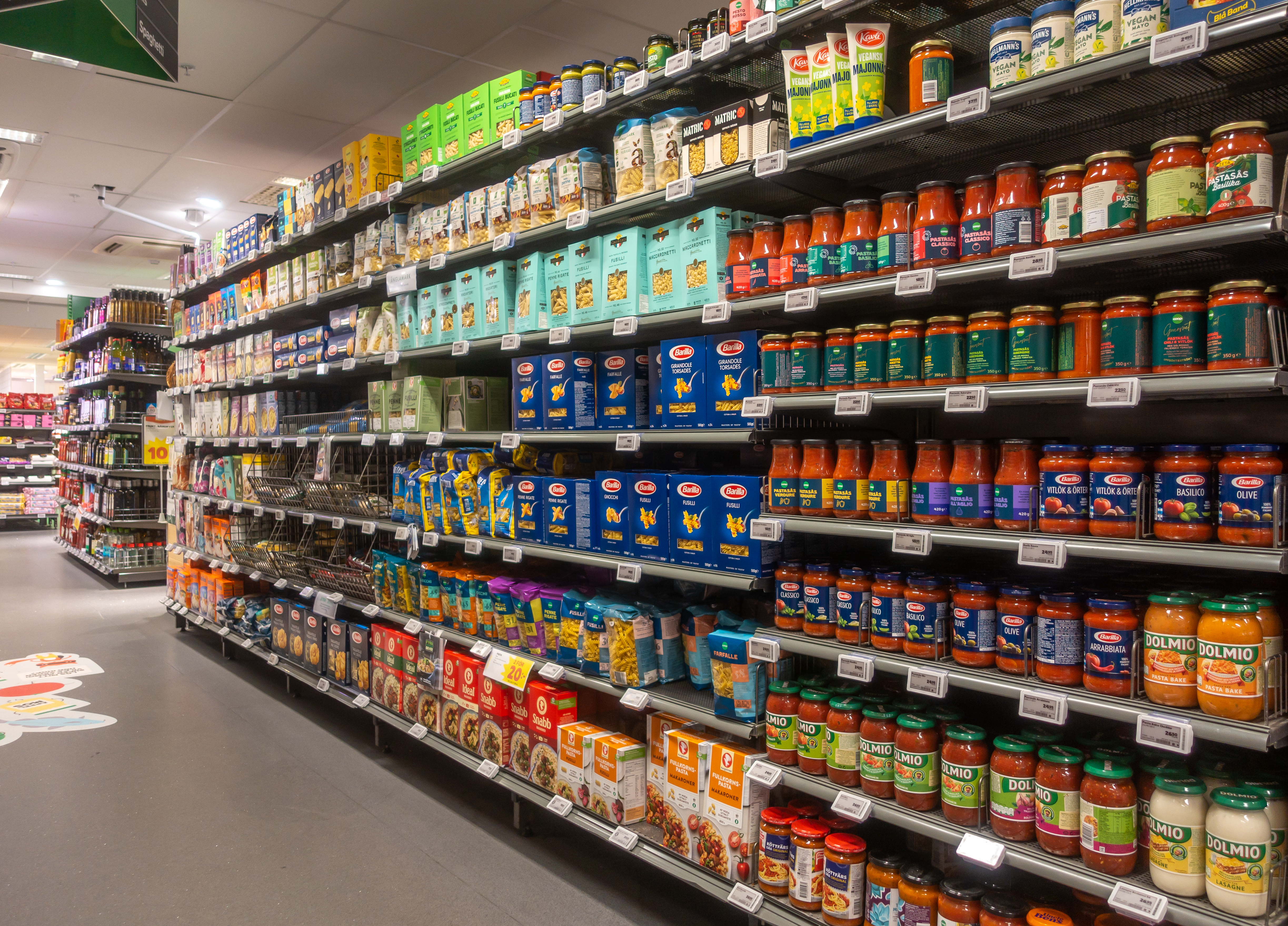
Prestatge amb aliments d'un supermercat

Es coneix com a frau alimentari el conjunt de pràctiques il·lícites (intencionades o involuntàries) per part de certs comerciants a l'hora de produir o vendre un producte. Aquestes pràctiques tenen com a objectiu enganyar el consumidor fent passar un producte alimentari per un de qualitat superior, ja sigui canviant l'etiquetatge o no complint amb la legislació vigent.

## Tipus de fraus
A partir de la definició de frau alimentari, es poden distingir diferents tipus de fraus segons la seva naturalesa.
- Frau intencionat: qualsevol mena de pràctica intencionada que comprometi la qualitat de l'aliment o que aquest arribi en bones condicions al consumidor. S'inclouen pràctiques tals com l'adulteració d'una matèria primera, la falsificació i la imitació de l'envàs, la sobreproducció o la desviació de productes i el robatori i venda al mercat negre

- Frau involuntari: totes aquelles pràctiques no conscients derivades d'una mala praxi en alguna de les fases del procés d'elaboració que donen com a resultat un producte que no compleix amb les expectatives del consumidor.

D'altra banda, els fraus també es poden classificar segons les conseqüències que comporten:
- Frau nociu per a la salut: les pràctiques realitzades comprometen la seguretat del producte, ja sigui perquè causa intoxicacions alimentàries, perquè el producte resultant té algun tipus de deficiència nutricional respecte el producte original o inclou ingredients no esmentats en l'etiqueta pertinent. És un perill per a la salut pública ja que pot causar reaccions al·lèrgiques contra consumidors. Exemples d'aquest tipus són la melamina en llets infantils, la dilució de sucs o la presència de comí i pols d'ametlla en aquests.

- Frau no nociu per a la salut: el producte que es comercialitza no causa problemes per a la salut en el consumidor, però no compleix amb les expectatives generades. Per exemple: producte congelat venut com a producte fresc.

## Història
L'alteració d'aliments per raons lucratives és una pràctica que ha existit des que va sorgir el comerç amb aliments. Ja en l'antiga Grècia era comú l'alteració de l'oli d'oliva amb altres lípids de qualitat inferior per tal d'obtenir millors beneficis.
En entrar a l'edat mitjana, el creixent comerç d'espècies va crear un gran incentiu per adulterar aquestes substàncies ja que tenien un gran valor i la majoria de compradors només tenien una vaga idea de com havia de ser el producte. Tal era el problema que es van haver de formar gremis de comerciants, responsables de controlar la puritat dels productes i assegurar que no havien estat adulterats.
A partir del segle xviii la industrialització crea una gran separació entre l'origen dels aliments i el consumidor, el qual queda vulnerable a l'adulteració del seu menjar: era comú afegir guix a la farina o el sucre o aigua a la llet, sense que el públic hi pogués fer gaire degut a la falta de legislació. També comença a aparèixer una nova forma de frau alimentari en l'alimentació deficient dels animals productors: als estats units en el segle xix s'alimentava algunes vaques amb les restes orgàniques de les destil·leries, això produiria una llet molt deficient i pobre, tan així que es creu que va ocasionar un increment en les morts d'infants alimentats amb aquesta llet.  
A partir del segle XX es comença a introduir lleis per mitigar el frau alimentari, amb tècniques d'anàlisis per garantir la puritat dels aliments. Això va ser efectiu per reduir sobretot les intoxicacions i establir uns mínims de qualitat en el menjar. Però altres formes de frau van seguir i segueixen molt esteses.

## Mètodes de control
L'objectiu del control és la prevenció, detecció, limitació, i disminució dels fraus comesos en la producció i comercialització dels aliments.
L'autoritat encarregada de portar a terme aquests controls a Catalunya és la Direcció general d'Alimentació, Qualitat i Indústries Agroalimentàries del Departament d'Agricultura, Ramaderia, Pesca i Alimentació.
N'hi ha tres tipus:
- Inspeccions programades: en empreses seleccionades mitjançant una anàlisi de riscos. Les inspeccions estan programades en un Pla Anual d'inspecció de lluita contra el frau en productes agroalimentaris. Aquestes inspeccions estan incloses en el Pla Nacional de Control Oficial de la Cadena Alimentaria (PNCOCA).

- Inspeccions imprevistes: resultat de successos inesperats o sospites d'infracció (per exemple a causa de denúncies).

- Controls exploratoris: actuacions de control sistemàtiques per a categoritzar als operadors agroalimentaris en funció dels elements de risc avaluats.

En les inspeccions s'utilitzen metodologies d'investigació basades en tècniques específiques, que inclouen comprovacions físiques, controls per a la identificació i anàlisi de la documentació.
En casos que l'incompliment sigui massa greu, es poden prendre mesures adients (per exemple la immobilització del producte, retirada dels productes del mercat, prohibició de publicitat, etc).

## Tècniques de detecció de frau alimentari
Existeix una varietat de tècniques analítiques per al control d'aliments i principalment es classifiquen en dos tipus: dirigits i no dirigits.

### Tècniques dirigides
Consisteixen a buscar marcadors analítics, fixant-se així en la detecció d'uns analits seleccionats.
Donen informació sobre l'autenticitat d'un aliment basant-se en límits legals.
Aquests mètodes detecten només un compost a la vegada, això pot ser un problema si se sospita que hi pot haver més d'un adulterant.

#### Marcadors Analítics
És un marcador pre-definit relacionat (directament o indirectament) a l'autenticitat de l'aliment. N'hi ha de dos tipus:
Marcadors primaris: mostra directament l'autenticitat d'un aliment. Solen ser compostos químics (per exemple el colorant sudan en espècies o melamina en llet en pols).
Marcadors secundaris: mostren indirectament l'autenticitat d'un aliment. Poden ser elements químics, metabòlits, macromolècules (DNA, RNA, proteïnes, lípids, etc). S'utilitzen per determinar l'autenticitat geogràfica, mètodes de producció agrícola, d'espècie. Un exemple és l'anàlisi de la ràtio dels isòtops de nitrogen en cereals orgànics per descartar la presència de fertilitzants artificials.

### Tècniques no dirigides
També anomenades "fingerprinting" detecten simultàniament diversos paràmetres no específics i els comparen amb una base de dades de referència. Aquestes anàlisis són principalment qualitatives.
"Fingerprinting": refereix a la visualització de diversos paràmetres. Els fingerprints sovint es denoten segons el mètode analític emparat (ressonància magnètica nuclear, espectrometria de masses, etc).

### Mètodes analítics
Species ID: El species ID és un mètode d'identificació d'espècies mitjançant una PCR múltiplex per tal de confirmar la identitat i evitar la substitució d'èspecies deliberada. Estan disponibles diversos kits comercials depenent de la categoria d'aliments: carns, peixos, aus, mariscs. Funcionen amb una mostra de l'aliment que proporcionaran l'ADN necessari per la reacció. Permet obtindre resultats precisos, ràpids i no depèn de la morfologia de l'espècie la qual pot ser impossible de determinar en aliments processats.
Espectrometria de masses: L'espectrometria de masses és una tècnica que permet distribuir les molècules d'una substància segons el seu pes, això la fa especialment apropiada per detectar substàncies afegides que no estarien presents en l'aliment de forma natural. Actualment s'ha trobat més utilitat en substancies liquides com l'oli d'oliva i la llet, també en espècies i additius on és comú trobar additius prohibits en aliments provinents de països amb legislacions més laxes.
Cromatografia: La cromatografia és una tècnica de separació de les molècules diferents d'un compost a causa de les diferents afinitats que presenten per la fase mòbil i estacionaria. En l'àmbit dels aliments és útil per separar els diferents components que podem trobar en diversos menjars líquids: això no només permet identificar substàncies que no haurien d'estar presents, també permet una anàlisi semi-quantitativa de les proporcions en les quals es troben. La cromatografia liquida és una tècnica relativament senzilla i no requereix laboratoris especialitzats o maquinària cara i complexa, per tant és adequat quan no es troba a prop d'un laboratori o no es disposa de gaires diners.
Tècniques basades en la microscòpia: presenta avantatges en la detecció de macromolècules i diferents morfologies i tipus cel·lulars. Es pot utilitzar com a tècnica dirigida a la cerca de substàncies i compostos específics, teixits, etc o com una tècnica no dirigida per analitzar les paràmetres generals de l’aliment.
Tècniques moleculars: en quant a mètodes basats en DNA es fan servir mètodes d’amplificació (com la PCR) anteriorment a la detecció. Es pot utilitzar com a tècnica dirigida, fent servir primers específics per detectar la presència dels marcadors analítics. En les tècniques no dirigides es fan servir primers no específics. Els mètodes basats en DNA tendeixen ser dirigits i s'utilitzen per determinar l'espècie, raça, sexe.
La detecció de proteïnes es fa servir sovint per determinar l’autenticitat dels aliments i inclou tècniques com electroforesis, enzyme-linked immunosorbent assay (ELISA), entre d'altres. ELISA es fa servir sobretot en la identificació d’espècies mitjançant la detecció dirigida de proteïnes i alguns greixos.

## Anàlisi de la gravetat i avaluació de risc
Per mesurar la gravetat d'un frau alimentari, cal tenir en compte tres factors importants molt relacionats entre si: el dany a la salut, el dany econòmic i l'efecte en l’opinió pública. Primerament, cal considerar si és un frau nociu per donar lloc a un risc sanitari o si és un frau no nociu on cal valorar el perjudici econòmic o l'efecte sobre l'opinió pública.
- Gravetat baixa: No necessàriament causa dany en la salut. L’adulterant constitueix un percentatge tan baix respecte el producte total que no pot causar danys majors per a la salut. A més a més, el producte compleix tota la normativa aplicable i l’opinió pública no se’n fa ressò.
- Gravetat mitjana: L’adulterant pot arribar a provocar danys per a la salut de tipus no mortal a llarg termini per l'acumulació d'aquest. L’adulterant constitueix a un tant per cent que no és menyspreable sobre el total del producte. D’altra banda, també es pot donar que el producte adulterat no compleixi la normativa vigent o bé que el manipulador pugui cometre alguna falta greu.
- Gravetat alta: El producte final pot provocar malalties amb conseqüències greus i possiblement mortals o bé conté un al·lergen que atempta contra la salut dels consumidors. Segons les pautes de consum del producte, si l’adulterant disminueix el contingut nutricional de manera notable, pot esdevenir un problema de Salut Pública. També s'ha de tenir en compte si l’adulterant correspon a un tant per cent elevat del producte final o forma part de molts altres productes. Finalment, es pot donar que el producte adulterat no compleixi la normativa vigent en l'àmbit de la seguretat alimentària o que el manipulador estigui cometent un delicte greu. Si aquests fets es donen en un producte sobre el qual hi ha molta pressió mediàtica, la seva adulteració pot generar gran controvèrsia a l’opinió pública.

### Avaluació de risc[11]
L'objectiu de l'avaluació de riscos és analitzar tots aquells punts que són crítics en l'elaboració del producte, cal que es controlin per tal que l'aliment arribi al consumidor amb seguretat. Inicialment s'ha d'identificar el perill i després s'ha de valorar el risc, i controlar-lo.
Per tal d'avaluar els casos de risc intermedi cal considerar el factor causant del perill, si aquest és fàcilment detectable i s'hi poden aportar mesures correctores abans la seva distribució el risc esdevindrà menor. Per exemple, si l’adulterant és analíticament impossible de detectar o difícilment detectable s'ha de considerar que la matèria primera té un risc elevat. Si es pot detectar per mitjà d’anàlisis al laboratori, però el seu preu és elevat, l'empresa ha de valorar si porta a terme aquestes anàlisis o no. En el cas que no sigui assumible el cost de les anàlisis, l'empresa ha de considerar la matèria primera de risc elevat. Finalment, si la presència de l’adulterant es pot determinar per anàlisis rutinàries, ràpides i sense costos elevats, la matèria primera és considerada de baix risc.

## Mesures de prevenció
El sistema de gestió de frau alimentari és un procés continu:
- Etapa d'avaluació per tal de caracteritzar les vulnerabilitats del frau alimentari.
- Disseny, revisió i aplicació d'una estratègia de mitigació.

### Avaluació de la vulnerabilitat
Consisteix a caracteritzar la vulnerabilitat d'un ingredient basant-se en l'avaluació de possibles motivacions, oportunitats i mesures de control. Per això s'han d'avaluar principalment tres aspectes:
Vulnerabilitat impulsada per factors inherents a l'ingredient
És un indicador de la vulnerabilitat potencial d'una matèria primera.
Inclou factors com el preu de l'ingredient en el mercat, el seu historial de frau, composició, estat físic, etc. Alguns ingredients per la seva naturalesa són més vulnerables a l'adulteració (per exemple oli d'oliva, mel, cafè, etc).
La història del frau és una bona font d'informació (si un aliment té una història de frau alimentari, és més probable que encara sigui vulnerable).
Vulnerabilitat impulsada per factors que afecten el negoci
Els factors com la demanda d'un ingredient, l'extensió del seu ús (si un ingredient s'utilitza en molts productes o per moltes empreses) i la fluctuació del seu preu en el mercat poden fer que un ingredient sigui més vulnerable a frau.
Si hi ha hagut un augment en el preu de mercat d'un ingredient que es troba escàs (per exemple degut a una infestació per paràsits), és una bona indicació que aquell ingredient seria vulnerable a frau.
També s'han de tenir en compte les consideracions geopolítiques, per exemple si en un determinat país un ingredient té un preu relativament baix en comparació al preu del mercat, pot ser un indicador de falta de control dels aliments en aquell país.
Vulnerabilitat impulsada per factors sota el control del comprador
Reflecteix el grau d'eficiència de les estratègies de mitigació implementades per les empreses, per exemple la traçabilitat completa, disponibilitat de mètodes analítics, bons programes de vigilància...
En resum, l'avaluació de risc de frau alimentari requereix analitzar les vulnerabilitats inherents d'un ingredient, vulnerabilitats del negoci i els controls implementats. Això permet desenvolupar accions preventives necessàries per mitigar el risc de l'adulteració dels aliments.

### Mesures de mitigació
Especificacions de matèries primeres
Aquestes especificacions es fan servir a l'hora de comprar les matèries i és una eina de prevenció important contra el frau alimentari.
Inclouen criteris d'autenticitat per a poder mitigar les vulnerabilitats inherents. Per exemple es fa servir l'absorbància específica de radiació UV per detectar adulteracions en oli d'oliva verge amb oli refinat.
Com més complex i variable és un ingredient, més criteris de prevenció s'hauran d'implementar.
A l'hora d'estudiar un paràmetre específic per controlar l'autenticitat d'una matèria primera s'han de fer servir mètodes analítics adaptats a la variabilitat natural d'aquella matèria primera.
Vigilància analítica
Una vegada caracteritzades els riscos de vulnerabilitats d'una matèria primera, s'han d'establir un conjunt de controls analítics. A partir d'aquí es pot establir un pla de vigilància que permeti confirmar que les mesures de prevenció establertes siguin adients per permetre la detecció del frau alimentari.
Els mètodes utilitzats han de ser específics, selectius i amb sensibilitat adequada per comprovar l'eficiència dels processos
Etiquetatge

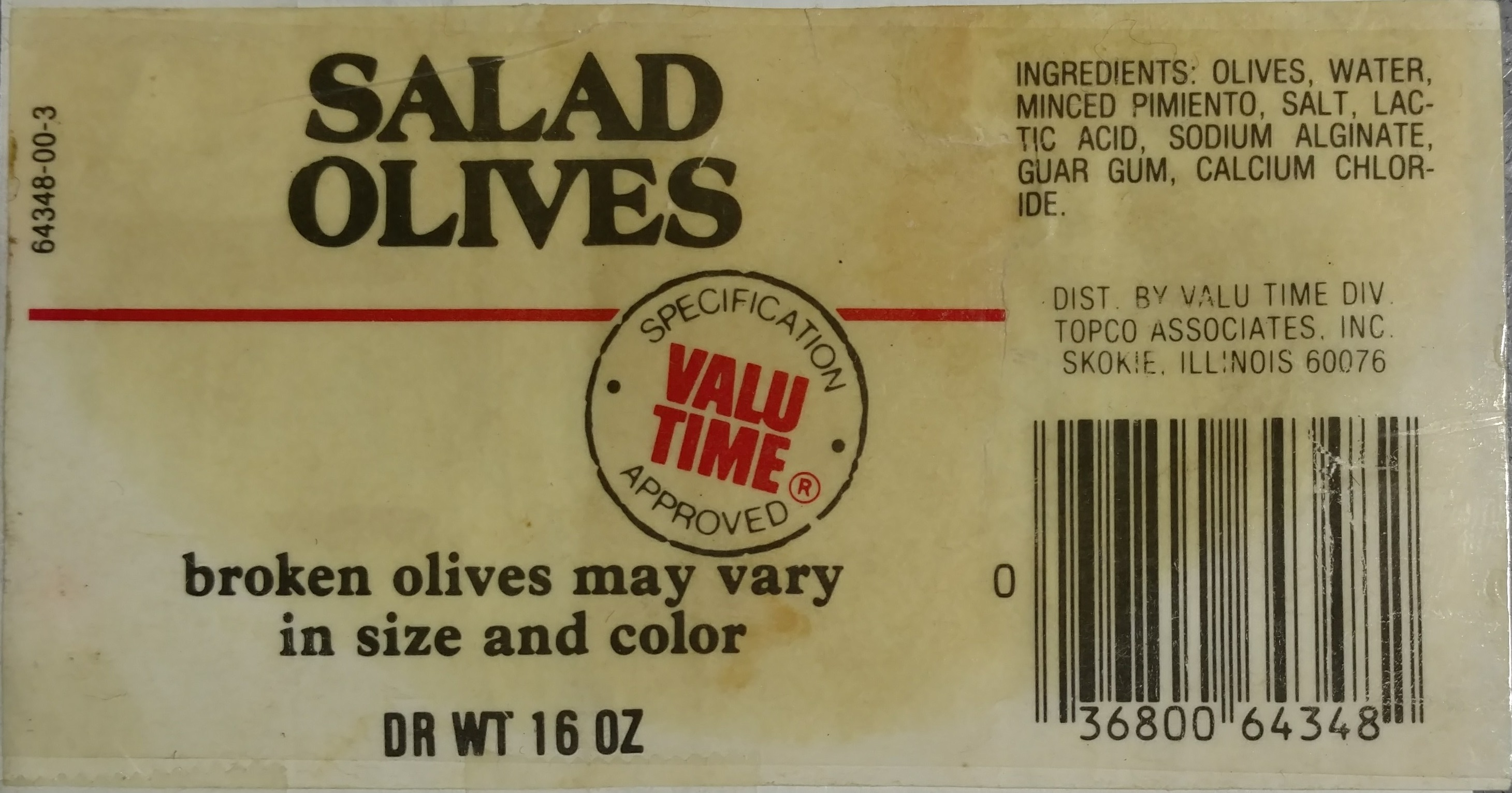
Etiqueta d'un aliment enllistant els ingrdients

En el món actual, la globalització permet que arribin aliments des de qualsevol part del món, formant complexes cadenes de subministrament podent passar per múltiples països abans d'arribar al final. Això fa cada cop més difícil traçar l'aliment fins al seu origen, facilitant la substitució de l'origen veritable per altres que permeten obtenir un major preu de venda. També està l'alça la substitució deliberada d'espècies per altres de menor valor econòmic, especialment en el cas de peixos, marisc i carns. Això ha incrementat la importància d'un etiquetatge honest, per poder proporcionar informació concisa i verificable al consumidor que han de ser regulats pels òrgans legisladors competents. 

## Legislació
Són nombroses les lleis que regulen el control de la producció alimentària, però destaquem el Reglament (CE) núm. 178/2002 del Parlament Europeu i del Consell d'Europa del 28 de gener de 2002, amb el qual s'estableixen els requisits generals de la legislació alimentària i es crea l'Autoritat Europea de Seguretat Alimentària (EFSA). En aquest reglament es veuen reflectides les ordenances que han de seguir les empreses per tal d'aconseguir aliments segurs i evitar les pràctiques fraudulentes.
També és important el Reglament (CE) núm. 852/2004 del Parlament Europeu i del Consell, del 29 d'abril del 2004, relatiu a la higiene dels productes alimentaris, que estableix els criteris d'higiene necessaris per garantir la innocuïtat dels aliments al llarg de la cadena alimentària.

## Casos reals

### Oli de colza
El 1981 Espanya va viure una gran intoxicació massiva a causa del consum d'oli de colza, que va afectar més de 20.000 persones originant la Síndrome de l'oli tòxic, la qual va causar milers de morts i malalties cròniques als afectats.
El que va passar va ser que els productors d'oli de colza van adulterar aquest producte desnaturalitzant-lo amb anilina per tal de poder-lo vendre més barat, i el problema el trobem en el fet que l'anilina és un compost altament tòxic per al nostre organisme i aquestes remeses d'oli adulterat haurien d'haver anat a empreses industrials i no a distribuïdors alimentaris. Per aquest motiu, quan es va descobrir el frau es van retirar del mercat més de 750.000 litres d'oli de colza i més de 20 marques que estaven implicades.

### Oli d'oliva verge extra
Segons l'Organització de Consumidors i Usuaris (OCU), la meitat dels olis d'oliva verge extra del mercat no ho són, això no suposa un problema de salut per als consumidors, però sí que reflecteix un frau en l'etiquetatge, ja que els consumidors estan comprant un producte de menor qualitat com un de major qualitat i, per tant, a un preu superior.
L'oli d'oliva verge extra és "un oli d’oliva de categoria superior obtingut directament d’olives i només mitjançant procediments mecànics. No pot tenir cap tipus de defecte organolèptic, és la categoria més alta dels olis d’oliva verge i és l’oli més saludable que podem consumir. La normativa general marca que la seva acidesa no pot superar el valor de 0,8 graus." En el cas dels olis d'oliva verge sí que presenten defectes i poden arribar a tenir una acidesa de fins a 2 graus. I pel que fa a l'oli d'oliva, està compost per una mescla d'oli d'oliva refinat i d'oli d'oliva verge en petita quantitat i proporcions variables que fan que sigui l'oli d'oliva de menys qualitat.

### Vins amb DO
Des del 2017 s'han comercialitzat més de 40 milions d'ampolles de vi fraudulentes venudes com a Denominació d'Origen (DO) Priorat, Montsant i Terra Alta. El que feien era etiquetar les ampolles amb distintius de garantia falsos que imitaven els originals, d'aquesta manera distribuïen sota el nom de 20 marques diferents les ampolles que embotellaven arreu del territori.
Quan va sortir a la llum la investigació, les autoritats judicials van aturar la venda de vins de diverses cadenes de supermercats i van immobilitzar nombrosos lots que contenien aquestes ampolles, ja que les empreses distribuïdores estaven involucrades en delictes contra la propietat industrial, frau als consumidors, publicitat enganyosa i falsedat documental.

### Carn de cavall
La venda de carn de cavall com a carn bovina va sortir a la llum per primer cop el 2013 a Irlanda, i des de llavors s'han descobert altres casos arreu del món de productes que contenien carn equina però que es venien com a carn de vaca, com per exemple hamburgueses, canelons, pasta farcida i altres productes prefabricats, i en alguns casos fins i tot es va trobar també carn porcina, la qual cosa va generar un gran enrenou entre les comunitats jueves i musulmanes, ja que segons les seves religions no poden ingerir porc.

Les autoritats sanitàries van informar que no suposava un risc per la salut el fet de consumir carn de cavall, però s'havien de retirar tots els lots, ja que podrien contenir fenilbutazona, un antibiòtic que s'utilitza habitualment en cavalls com a antiinflamatori i que és nociu per als humans, podent arribar a causar anèmia aplàstica i pèrdua de glòbuls blancs, raó per la qual la Unió Europea no permet el seu ús en la cadena alimentària.

Estructura quimica de la melamina

### Melamina en llet infantil
El 2008, a la Xina, es va descobrir melamina en la llet en pols per nens. La melamina és un compost orgànic típicament utilitzat per fer plàstics. A causa de la seva alta proporció de nitrogen dona un alt contingut de proteïnes en els experiments realitzats per controlar la qualitat de la llet. Això permet diluir la llet sense que es noti una disminució en el contingut proteic. La melamina és un compost tòxic que s'acumula en els ronyons i es creu que va causar que 290000 persones (la majoria nens) tinguessin problemes renals, com la formació de pedres, i 6 infants van morir a causa de la intoxicació.

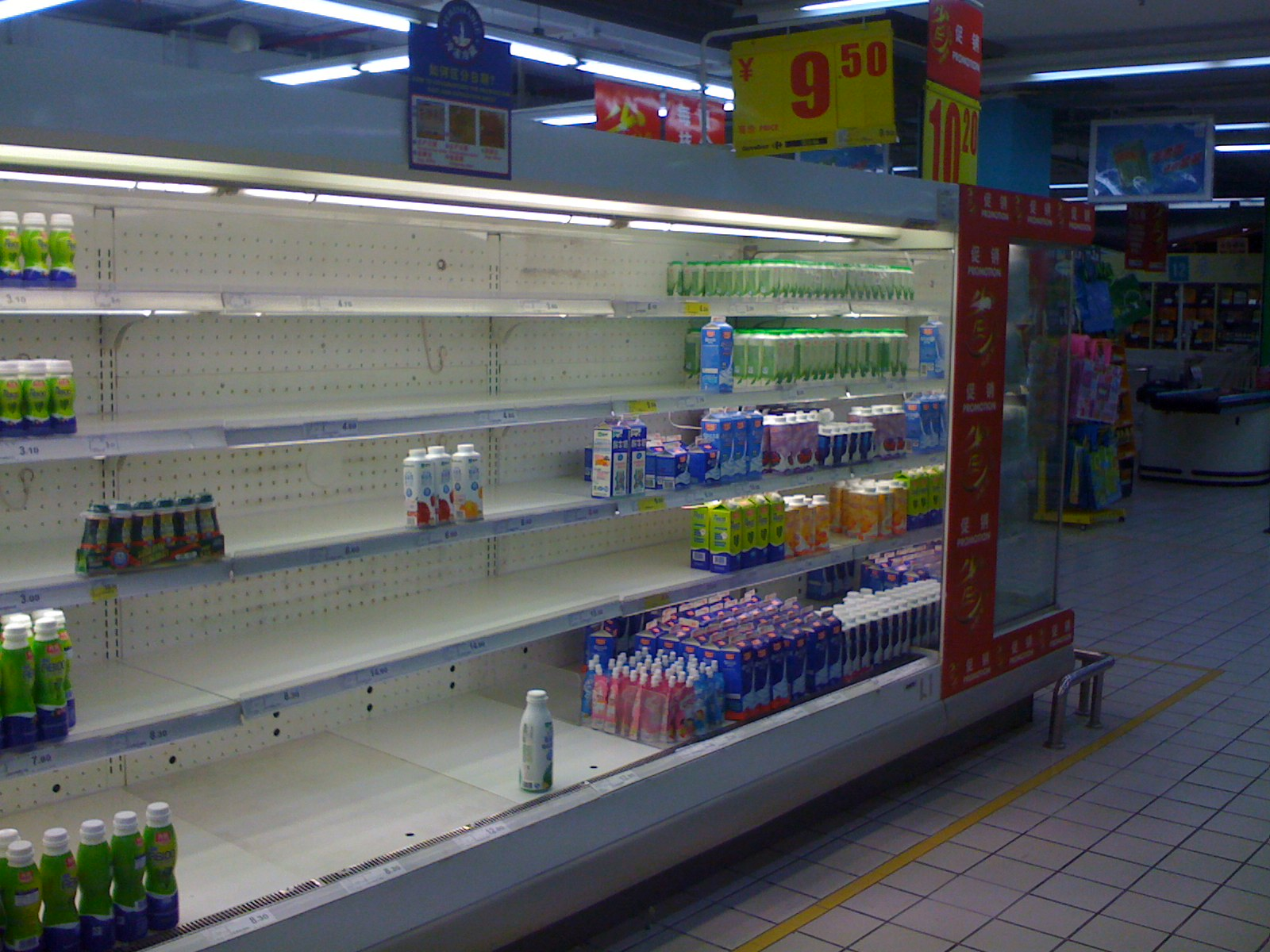
Prestatges buits de llet i iogurt a Carrefour a la Xina com a conseqüència de l'escàndol de la presència de melamina en la llet en 2008